# Sexy Beast
Pour plus de détails, voir Fiche technique et Distribution.
Sexy Beast est un film hispano-britannique réalisé par Jonathan Glazer et sorti en 2000.
Il s'agit du premier long métrage du cinéaste. Il est présenté en avant-première au festival de Toronto 2000 et sort l'année suivante dans la plupart des pays.

## Synopsis
Gal, un gangster à la retraite, mène une vie heureuse avec sa femme Deedee dans une belle maison en Espagne. Don Logan, un nom respecté dans son ancien milieu, monte un coup pour braquer une banque. Il insiste pour que Gal le rejoigne à Londres pour faire équipe avec une bande de gangsters recrutés par Don. Lorsque Gal refuse son offre, Logan devient de plus en plus menaçant, considérant que « non » n'est pas une réponse à lui donner.
Le ton monte, Logan devient violent, mais il se fait tuer. Gal se rend alors en Angleterre pour faire le coup pour éviter les soupçons. Le braquage se déroule bien, mais un des organisateurs suspecte Gal d'être mêlé à la disparition de Logan, puisqu'il sait qu'il n'a jamais pris l'avion de retour pour l'Angleterre. Gal n'obtient pas sa part du butin, mais repart vivant en Espagne.

## Fiche technique
Sauf indication contraire, les informations mentionnées dans cette section peuvent être confirmées par la base de données cinématographiques IMDb,  présente dans la section « Liens externes ».
- Titre : Sexy Beast
- Réalisation : Jonathan Glazer
- Scénario : Louis Mellis et David Scinto
- Musique : Roque Baños
- Photographie : Ivan Bird
- Montage : John Scott et Sam Sneade
- Décors : Jan Houllevigue et Jane Cooke
- Costumes : Louise Stjernsward
- Production : Denise O'Dell, Jeremy Thomas, Mark Albela
- Société de production : FilmFour, Kanzaman et Recorded Picture Company
- Société de distribution : FilmFour (Royaume-Uni), Hispano Foxfilms (Espagne), Bac Films (France)
- Budget : 3 000 000 $
- Pays de production :  Royaume-Uni,  Espagne
- Langue originale : anglais
- Format : couleurs - 1,85:1 - Dolby Digital - 35 mm
- Genre : drame et gangsters
- Durée : 89 minutes
- Dates de sortie[1] : 
  - Canada : 13 septembre 2000 (festival de Toronto)
  - Royaume-Uni : 12 janvier 2001
  - France : 17 janvier 2001
  - Espagne : 8 mars 2002

## Distribution
- Ray Winstone : Gary « Gal » Dove
- Ben Kingsley (VF : Jean-Jacques Moreau) : don Logan
- Ian McShane (VF : François Dunoyer) : Teddy Bass
- Amanda Redman : Deedee Dove
- James Fox : Harry
- Cavan Kendall : Aitch
- Julianne White : Jackie
- Álvaro Monje : Enrique
- Robert Atiko : Andy

## Production
Il s'agit du premier long métrage de Jonathan Glazer comme réalisateur. Il avait auparavant mis en scène des clips musicaux et publicités.
Le tournage a lieu de décembre 1998 à mars 1999. Il se déroule en Angleterre, notamment à Londres (Three Mills Studios, Grosvenor House Hotel, ...), à Waltham Cross (Action Under Water Studios) et Luton, ainsi qu'en Espagne dans la province d'Almería (Agua Amarga).

## Distinctions
Source : Internet Movie Database

### Récompenses
- Boston Society of Film Critics Awards : meilleur acteur dans un second rôle pour Ben Kingsley
- British Independent Film Awards : meilleur film britannique indépendant, meilleur réalisateur pour Jonathan Glazer, meilleur acteur pour Ben Kingsley et meilleur scénario pour Louis Mellis et David Scinto
- Critics Choice Awards : meilleur acteur dans un second rôle pour Ben Kingsley
- Chlotrudis Awards : meilleure actrice dans un rôle secondaire pour Amanda Redman et meilleur casting
- Dallas-Fort Worth Film Critics Association Awards : meilleur acteur dans un second rôle pour Ben Kingsley
- Florida Film Critics Circle Awards :  meilleur acteur dans un second rôle pour Ben Kingsley
- National Board of Review : récompense spéciale pour l'excellence dans la réalisation
- Phoenix Film Critics Society Awards : meilleur acteur dans un second rôle pour Ben Kingsley
- Prix du film européen : meilleur acteur pour Ben Kingsley
- San Diego Film Critics Society Awards : meilleur acteur dans un second rôle pour Ben Kingsley
- Satellite Awards :  meilleur acteur dans un second rôle dans un drame pour Ben Kingsley
- Southeastern Film Critics Association Awards : meilleur acteur dans un second rôle pour Ben Kingsley
- Toronto Film Critics Association Awards : meilleur premier film pour Jonathan Glazer et meilleur acteur dans un second rôle pour Ben Kingsley

### Nominations
- Oscars du cinéma : meilleur acteur dans un second rôle pour Ben Kingsley
- BAFTA Awards : meilleur film britannique
- British Independent Film Awards : meilleur acteur pour Ray Winstone
- Chicago Film Critics Association Awards : meilleur acteur dans un second rôle pour Ben Kingsley
- Chlotrudis Awards : meilleur acteur (Ray Winstone) et meilleur acteur dans un second rôle pour Ben Kingsley
- Golden Globes : meilleur acteur dans un second rôle pour Ben Kingsley
- Independent Spirit Awards : meilleur film étranger
- Online Film Critics Society Awards : meilleur acteur dans un second rôle pour Ben Kingsley
- Prix du film européen : meilleur acteur pour Ray Winstone
- Satellite Awards : meilleur drame, meilleur réalisateur pour Jonathan Glazer et meilleur scénario original pour Louis Mellis et David Scinto
- Screen Actors Guild Awards : meilleur acteur dans un second rôle pour Ben Kingsley